# Nederlands Uitgeversverbond
Der Nederlands Uitgeversverbond (NUV) ist der niederländische Branchenverband für das Verlagswesen. Der Verbandssitz befindet sich in Amsterdam.
Der Verband wurde 1996 gegründet, ihm gehören etwa 90 % der Herausgeber von Zeitungen bzw. Zeitschriften und der Buchverlage an. Er bietet seinen Mitgliedern Unterstützung in rechtlichen und wirtschaftlichen Belangen, außerdem fungiert der Verband als Lobbygruppe in Politik und Gesellschaft. Der NUV ist wie folgt gegliedert:
| Groep Algemene Uitgevers (GAU)         | Allgemeiner Buchverband                          | 93 Mitglieder   |
| Groep Educatieve Uitgeverijen (GEU)    | Verband von Buchverlagen aus dem Bildungsbereich | 36 Mitglieder   |
| Groep Nederlandse Dagbladpers (NDP)    | Niederländischer Zeitungsverband                 | 35 Zeitungen    |
| Groep Publiekstijdschriften (GPT)      | Publikumszeitschriftenverband                    | 27 Verlage      |
| Groep Uitgevers voor Vak en Wetenschap | Verband der wissenschaftlichen und Fachverlage   | >100 Mitglieder |

Der Mitgliedsverband Nederlandse Dagbladpers (NDP) vergibt seit 1965 jedes Jahr den Prijs voor de Dagbladjournalistiek (Preis für die Tageszeitungsjournalistik). Dieser ist mit 4.500 Euro und einem Wanderpreis dotiert und wird für besondere journalistische Leistungen vergeben.